# Havana (singel)
Havana – pierwszy singel kubańsko-amerykańskiej piosenkarki Camili Cabello z jej debiutanckiego albumu studyjnego, zatytułowanego Camila. Piosenka powstała przy gościnnym udziale amerykańskiego rapera Younga Thuga. Singel został wydany 8 września 2017. Twórcami tekstu utworu są Camila Cabello, Brittany Hazzard, Ali Tamposi, Brian Lee, Andrew Watt, Pharrell Williams, Jeffery Lamar Williams, Adam Feeney, Louis Bell i Kaan Gunesberk, natomiast jego produkcją zajął się Frank Dukes oraz Matt Beckley.
Singel jest utrzymany w stylu muzyki latynoskiej i pop. Piosenka była notowana w pierwszej dziesiątce w większości międzynarodowych list, w tym w Australii, Austrii, Belgii, Czechach, Danii, Hiszpanii, Holandii, Irlandii, Kanadzie, Niemczech, Nowej Zelandii, Polsce, Portugalii, Stanach Zjednoczonych, Szwajcarii, Wielkiej Brytanii, Włoszech i na Słowacji.

## Teledysk
22 października 2017 na portalach społecznościowych Cabello opublikowany został 26-sekundowy zwiastun promujący teledysk. Klip, którego reżyserem został Dave Meyers, zaprezentowano premierowo 24 października. W teledysku wystąpili gościnnie: Lele Pons, LeJuan James oraz Noah Centineo.
Teledysk zaczyna się postacią o pseudonimie Karla, graną przez Cabello, oglądającą telenowelę przed tym, gdy jej babcia wyłącza telewizję, i daje radę dziewczynie, żeby zaczęła żyć swoim życiem, zamiast być ciągle w domu. W nocy Karla wychodzi do kina, żeby obejrzeć film pt. Camila in Havana, który zamienia się w teledysk, w którym występuje ona sama, mając na sobie czerwoną sukienkę z falbankami, będąc też w klubie. Oprócz bycia jedną z dwóch głównych postaci, Cabello gra samą siebie jako aktorkę telenoweli oraz protagonistkę filmu.

## Występy na żywo
25 września 2017 wykonała utwór pierwszy raz w programie The Tonight Show Starring Jimmy Fallon. W tym samym tygodniu, wystąpiła z nią w programie The Today Show podczas serii letnich koncertów programu. Zadedykowała ją „dla wszystkich marzycieli” ze wsparciem dla fundacji DACA. Pod koniec października, piosenkarka zaśpiewała hiszpańskojęzyczną wersję piosenki na gali Latin American Music Awards. 
10 listopada 2017, wystąpiła z nią na rozdaniu nagród LOS40 Music Awards w Madrycie. Dwa dni później zaśpiewała na gali MTV Europe Music Awards 2017 na arenie Wembley w Londynie. Joe Lynch z tygodnika „Billboard” okrzyknął jej występ najlepszym ze wszystkich na gali. Następnie wystąpiła z singlem na Dick Clark’s New Year’s Rockin’ Eve.
W 2018 inspirując się różnymi stylami kabaretu, zaśpiewała utwór w programie Ellen DeGeneres.

## Lista utworów
- Digital download[13]

1. „Havana” (featuring Young Thug) – 3:36

- Digital download – Remix[14]

1. „Havana” (Remix) (with Daddy Yankee) – 3:19

- Digital download – No Rap Version[15][16]

1. „Havana” (No Rap Version) – 2:54

- Digital download – Live[17]

1. „Havana” (Live) – 4:08

- CD single[18]

1. „Havana” (featuring Young Thug) – 3:36
2. „Havana” (Remix) (with Daddy Yankee) – 3:19

## Notowania
| Lista (2017–18)                               | Najwyższa pozycja |
| --------------------------------------------- | ----------------- |
| Australia (Top 50 Singles)                    | 1                 |
| Austria (Ö3 Austria Top 40)                   | 2                 |
| Belgia (Ultratop 50 Singles, Flandria)        | 2                 |
| Belgia (Ultratop 50 Singles, Walonia)         | 2                 |
| Czechy (Singles Digitál – Top 100)            | 1                 |
| Dania (Track Top-40)                          | 2                 |
| Finlandia (Suomen virallinen lista – Singlet) | 9                 |
| Francja (Top Singles & Titres)                | 1                 |
| Hiszpania (PROMUSICAE)                        | 1                 |
| Holandia (Single Top 100)                     | 5                 |
| Irlandia (Singles Chart)                      | 1                 |
| Japonia (Japan Hot 100)                       | 10                |
| Kanada (Billboard Canadian Hot 100)           | 1                 |
| Niemcy (Media Control Charts)                 | 2                 |
| Norwegia (VG-Lista)                           | 16                |
| Nowa Zelandia (Recorded Music NZ)             | 2                 |
| Polska (AirPlay – Top)                        | 1                 |
| Portugalia (AFP)                              | 1                 |
| Słowacja (Singles Digitál – Top 100)          | 1                 |
| Stany Zjednoczone (Hot 100)                   | 1                 |
| Szwajcaria (Singles Top 100)                  | 2                 |
| Szwecja (Sverigetopplistan)                   | 4                 |
| Węgry (Single (track) Top 40 lista)           | 1                 |
| Wielka Brytania (UK Singles Chart)            | 1                 |
| Włochy (FIMI)                                 | 2                 |

| Lista (2017)           | Najwyższa pozycja |
| ---------------------- | ----------------- |
| Hiszpania (PROMUSICAE) | 16                |

| Lista (2017)                         | Najwyższa pozycja |
| ------------------------------------ | ----------------- |
| Australia (Top 100 Singles)          | 19                |
| Austria (Ö3 Austria Top 40)          | 23                |
| Belgia (Ultratop, Flandria)          | 69                |
| Belgia (Ultratop, Walonia)           | 82                |
| Dania (Track Top-100)                | 44                |
| Holandia (Single Top 100)            | 48                |
| Kanada (Billboard Canadian Hot 100)  | 56                |
| Niemcy (Media Control Charts)        | 18                |
| Nowa Zelandia (Recorded Music NZ)    | 24                |
| Polska (ZPAV)                        | 58                |
| Stany Zjednoczone (Hot 100)          | 96                |
| Szwajcaria (Singles Top 100)         | 44                |
| Szwecja (Sverigetopplistan)          | 67                |
| Węgry (Single (track) Top 100 lista) | 10                |
| Wielka Brytania (UK Singles Chart)   | 18                |
| Włochy (FIMI)                        | 60                |
| Lista (2018)                         | Najwyższa pozycja |
| Australia (Top 100 Singles)          | 23                |
| Austria (Ö3 Austria Top 40)          | 38                |
| Belgia (Ultratop, Flandria)          | 11                |
| Belgia (Ultratop, Walonia)           | 6                 |
| Holandia (Single Top 100)            | 25                |
| Irlandia (Singles Chart)             | 26                |
| Japonia (Japan Hot 100)              | 66                |
| Kanada (Billboard Canadian Hot 100)  | 1                 |
| Niemcy (Media Control Charts)        | 14                |
| Nowa Zelandia (Recorded Music NZ)    | 18                |
| Stany Zjednoczone (Hot 100)          | 4                 |
| Szwajcaria (Singles Top 100)         | 6                 |
| Szwecja (Sverigetopplistan)          | 36                |
| Wielka Brytania (UK Singles Chart)   | 17                |
| Włochy (FIMI)                        | 43                |

## Certyfikaty
| Państwo                      | Status             |
| ---------------------------- | ------------------ |
| Australia (ARIA)             | 9× platynowa płyta |
| Austria (IFPI Austria)       | platynowa płyta    |
| Belgia (BEA)                 | 2× platynowa płyta |
| Dania (IFPI Dania)           | 2× platynowa płyta |
| Francja (SNEP)               | diamentowa płyta   |
| Hiszpania (PROMUSICAE)       | 3× platynowa płyta |
| Kanada (Music Canada)        | 9× platynowa płyta |
| Niemcy (BVMI)                | 2× platynowa płyta |
| Nowa Zelandia (RMNZ)         | 3× platynowa płyta |
| Polska (ZPAV)                | diamentowa płyta   |
| Portugalia (AFP)             | 2× platynowa płyta |
| Stany Zjednoczone (RIAA)     | 7× platynowa płyta |
| Szwajcaria (IFPI Szwajcaria) | 5× platynowa płyta |
| Szwecja (GLF)                | 4× platynowa płyta |
| Wielka Brytania (BPI)        | 2× platynowa płyta |
| Włochy (FIMI)                | 3× platynowa płyta |
| Remix                        |                    |
| Hiszpania (PROMUSICAE)       | 3× platynowa płyta |

## Historia wydania
| Region            | Data                | Format                                           | Wersja          | Wytwórnia  | Źródło |
| ----------------- | ------------------- | ------------------------------------------------ | --------------- | ---------- | ------ |
| Świat             | 3 sierpnia 2017     | Digital download (wydany jako singel promocyjny) | Original        | Epic, Syco | [ 93 ] |
| Włochy            | 8 września 2017     | Contemporary hit radio                           | Original        | Sony       | [ 94 ] |
| Wielka Brytania   | 8 września 2017     | Contemporary hit radio                           | Original        | Syco       | [ 95 ] |
| Stany Zjednoczone | 3 października 2017 | Rhythmic contemporary radio                      | Original        | Epic       | [ 96 ] |
| Świat             | 12 listopada 2017   | Digital download                                 | Remix           | Epic, Syco | [ 14 ] |
| Francja           | 12 listopada 2017   | Digital download                                 | No Rap Version  | Epic, Syco | [ 15 ] |
| Niemcy            | 15 grudnia 2017     | Singel CD                                        | Original, Remix | Syco       | [ 18 ] |
| Stany Zjednoczone | 2 lutego 2018       | Digital download                                 | No Rap Version  | Epic, Syco | [ 16 ] |
| Świat             | 21 września 2018    | Digital download                                 | Live            | Epic, Syco | [ 17 ] |